# Bojar

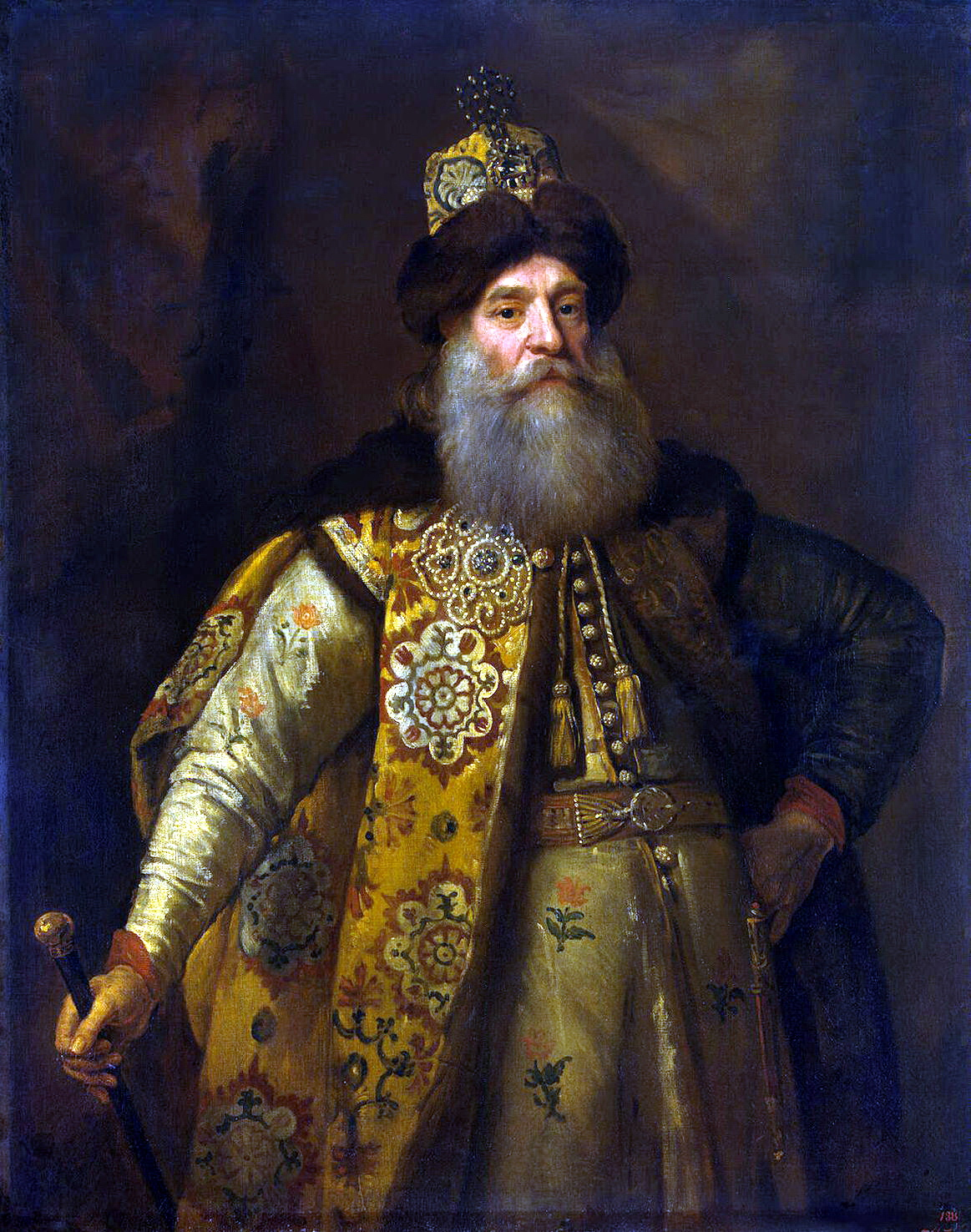
Portrét ruského bojara Pjotra Potěmkina od Godfreye Knellera

Bojar (bulharsky боляр nebo болярин, ukrajinsky буй nebo боярин, rusky боярин, rumunsky boier) byl příslušníkem nejvyšší feudální aristokracie v Kyjevské Rusi, Bulharsku, Valašsku a Moldavsku, obvykle hned druhý po vládnoucím knížeti. Titul vznikl v 10. století a definitivně zanikl v 17. století.
Titul přešel v křestní jméno v Rusku a Finsku ve tvaru „Pajari“.

## V Rusi

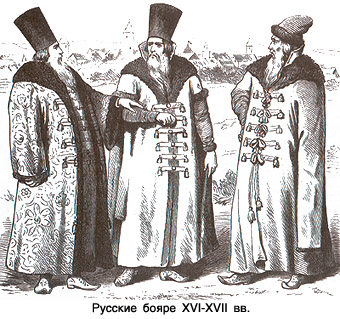
Skupina ruských bojarů v 16.–17. století

V Rusku byli bojaři nejvyšší feudálové hned po velkoknížatech. Byli povinováni poskytnout vojenskou sílu, za to dostávali půdu a tím se z nich stávali mimoměstští statkáři. V době, kdy moskevský velkokníže ovládl celou Rus, ustavili tito šlechtici bojarskou dumu, se kterou se musel panovník radit. Tato skupina získávala vždy moc na úkor slabého panovníka. Tak se stalo i za mládí Ivana IV., ale poté, co se Ivan ujal plně vlády, začal výrazně omezovat jejich moc a dokonce nechal odbojné bojary popravovat.
Již téměř bez významu existovali i po Ivanově smrti, definitivní zánik nastal po reformách Petra Velikého, když jim nejprve nařídil oholení a zkrácení rukávů na jejich typických oděvech a následně je zrušil úplně.